# Пулыб
Пулы́б (Большой Пулыб) — деревня в Андрейшурском сельском поселении Балезинского района Удмуртии. Центр поселения — село Андрейшур.
Деревня находится на речке Пулыбка, через неё также проходит железная дорога Ижевского отделения Горьковской железной дороги перегон между станциями Зилай и Андрейшур.
Население — 18 человек (2007; 48 в 1961).
В деревне имеются одна улица — Луговая.
ГНИИМБ: 1837
Индекс: 427520